# Transit (navigation)
Transit, US Navy Navigation Satellite System (NNSS) var ett satellitbaserat positionsbestämningssystem som byggde på dopplerteknik. Det utarbetades för den amerikanska flottan av Johns Hopkins-universitetets laboratorium för tillämpad fysik mellan 1958 och 1963, och blev allmänt tillgängligt i mitten av 1967. Systemet avvecklades när GPS-systemet blev fullt utbyggt.

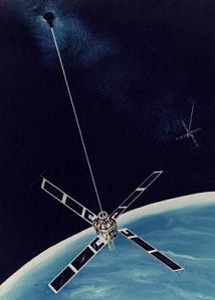
En Oscar-satellit som var en av de olika satelliter som ingick i systemet.
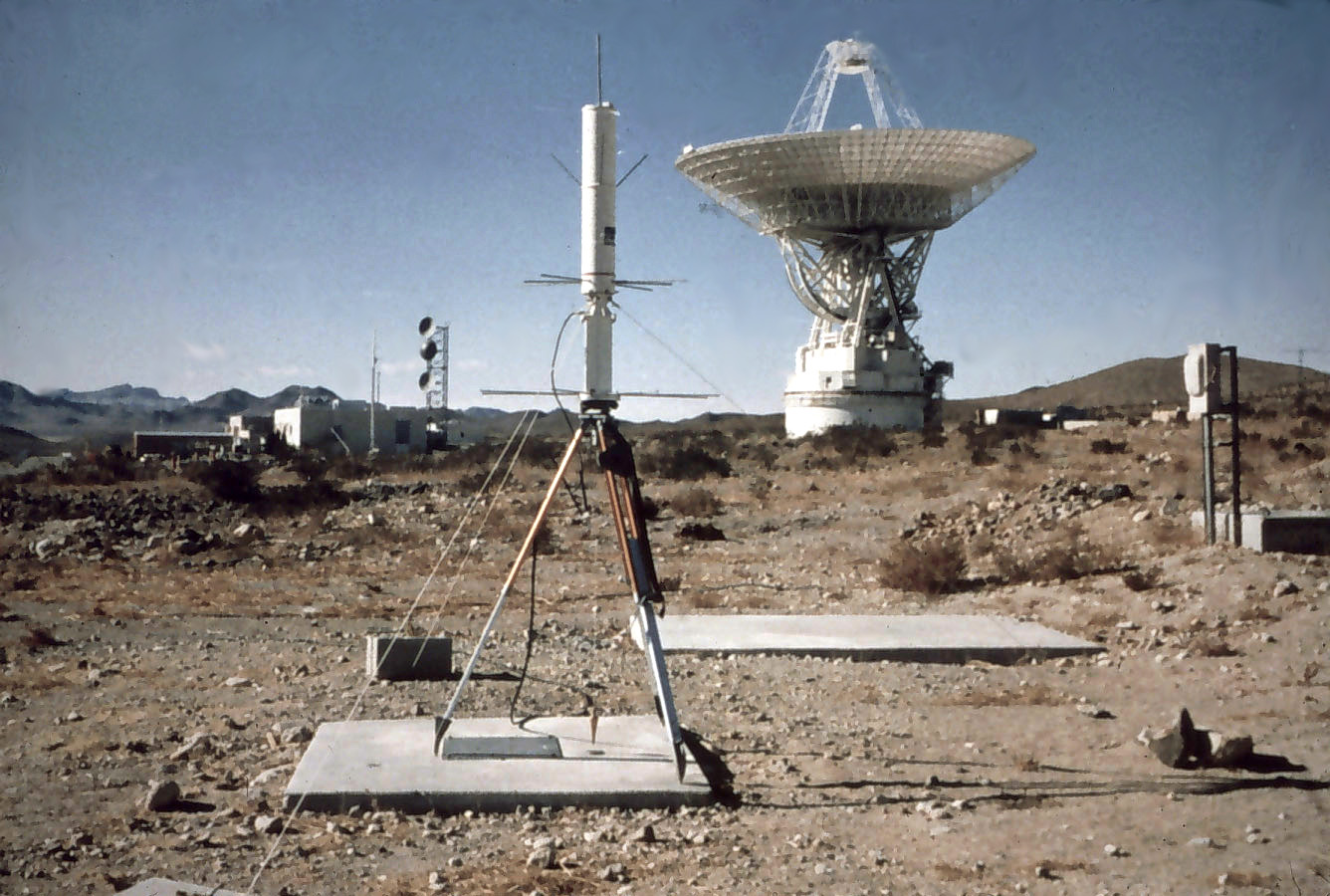
En mottagarantenn (i förgrunden) för positionsbestämning med systemet.